# Futbolo Klubas Mažeikiai
L'Futbolo Klubas Mažeikiai, noto anche semplicemente come Mažeikiai , è stata una società calcistica lituana con sede nella città di Mažeikiai.

## Storia
La squadra è stata fondata nel 1947. Negli anni 1970 si è laureata per due volte campione lituana, quando ancora il campionato era regionale.
Ha avuto il periodo migliore con l'arrivo come primo azionista di Romas Marcinkevičius: a partire dai primi anni '90 cambiò nome in ROMAR Mažeikiai (dalle iniziali del proprietario), giungendo rapidamente in A Lyga e vincendo il campionato nel 1994; nel giro di un paio d'anni, però, conobbe rapidamente il fallimento, perdendo la massima serie.
Ritornato alla massima serie al termine della stagione 2009, dopo due noni posti perde la possibilità di iscriversi al campionato.

### Cambi di denominazione
Nel corso della sua storia ha cambiato nome diverse volte:
- 1961 – ETG Mažeikiai
- 1962 – Elektra Mažeikiai
- 1973 – Atmosfera Mažeikiai
- 1990 – Jovaras Mažeikiai
- 1991 – FK Mažeikiai
- 1992 – ROMAR Mažeikiai
- 1995 – FK Mažeikiai
- 2001 – Nafta Mažeikiai
- 2003 – FK Mažeikiai

## Palmarès

### Competizioni nazionali
- Campionato della RSS lituana: 2

1976, 1979
- Campionato lituano: 1

1993-1994
- II Lyga: 3

2001, 2003, 2008

#### Altri piazzamenti
- Campionato della RSS lituana:

Terzo posto: 1974, 1977
- Campionato lituano:

Terzo posto: 1994-1995